# Зеленецкий, Константин Петрович
Константин Петрович Зеленецкий (1812—1858) — профессор Ришельевского лицея.

## Биография
Родился в 1812 году.
После окончания педагогического института и философского отделения Ришельевского лицея в 1833 году (8-й выпуск) был направлен за счёт лицея в Императорский Московский университет, где через год выдержал экзамен на кандидата словесных наук, а в 1837 году получил степень магистра за диссертацию «Исследование значения, построения и развития слова человеческого и приложение сего исследования к языку русскому».
В 1837 году вернулся в Одессу, где прожил до самой смерти. В должности адъюнкта и исполняющего обязанности профессора Ришельевского лицея пробыл два с половиной года и 12 июля 1839 года был утверждён в должности профессора.
Одновременно с преподавательской деятельностью, с 1837 по 1850 год состоял цензором Одесского цензурного комитета. Помещал в «Одесском альманахе», «Одесском вестнике», «Москвитянине», «Записках Одесского общества истории и древностей» и других изданиях статьи о русском языке, литературе, истории и прочем. Отдельно появились: «О языке церковно-славянском» (Одесса, 1846); «Исследование о риторике в её наукообразном содержании» (Одесса, 1846); «Об особенностях языка русского и об отношениях его к языкам западноевропейским» (Од., 1848); «Теория поэзии» (1848); «Общая риторика» (1849); «Лекции о главнейших эпохах в истории поэзии» (1849); «История русской литературы» (1849); «Курс русской словесности» (Од., 1849), «О художественно-национальном значении произведений Пушкина» (1854); «Введение в общую филологию» (1863). Зеленецкий издал в 1848 учёно-литературный сборник «Альциона» и др. Список его произведений помещён в «Библиографических записках» (1859, № 20).
Состоял действительным членом Одесского общества истории и древности (с 1842), членом Императорского Русского Географического общества, членом-корреспондентом Археологического общества в Петрограде и Сербского литературного общества в Белграде.
Умер 12 (24) апреля 1858 года. Был похоронен на Первом христианском кладбище Одессы.